# Sielwall

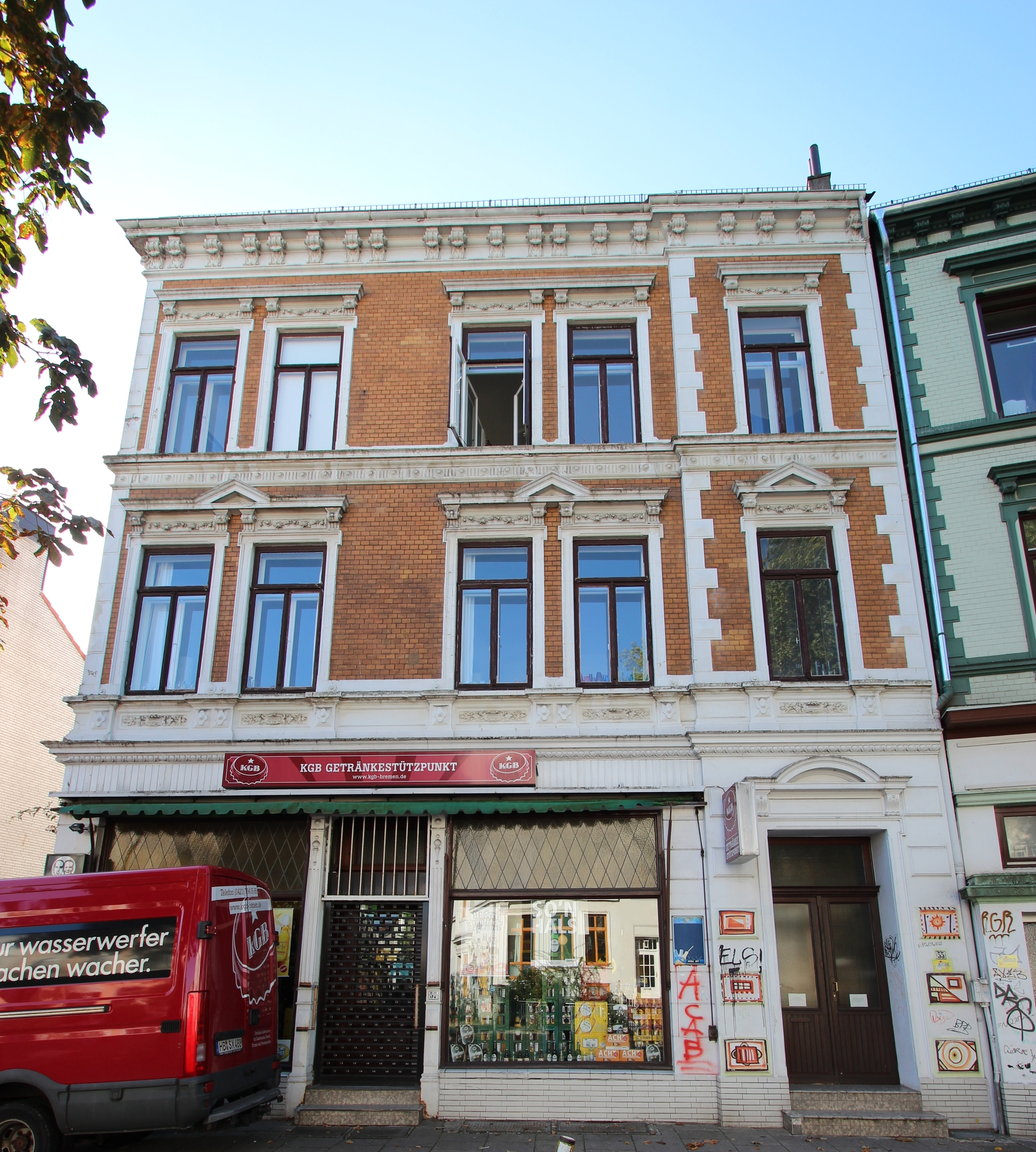
Sielwall 55

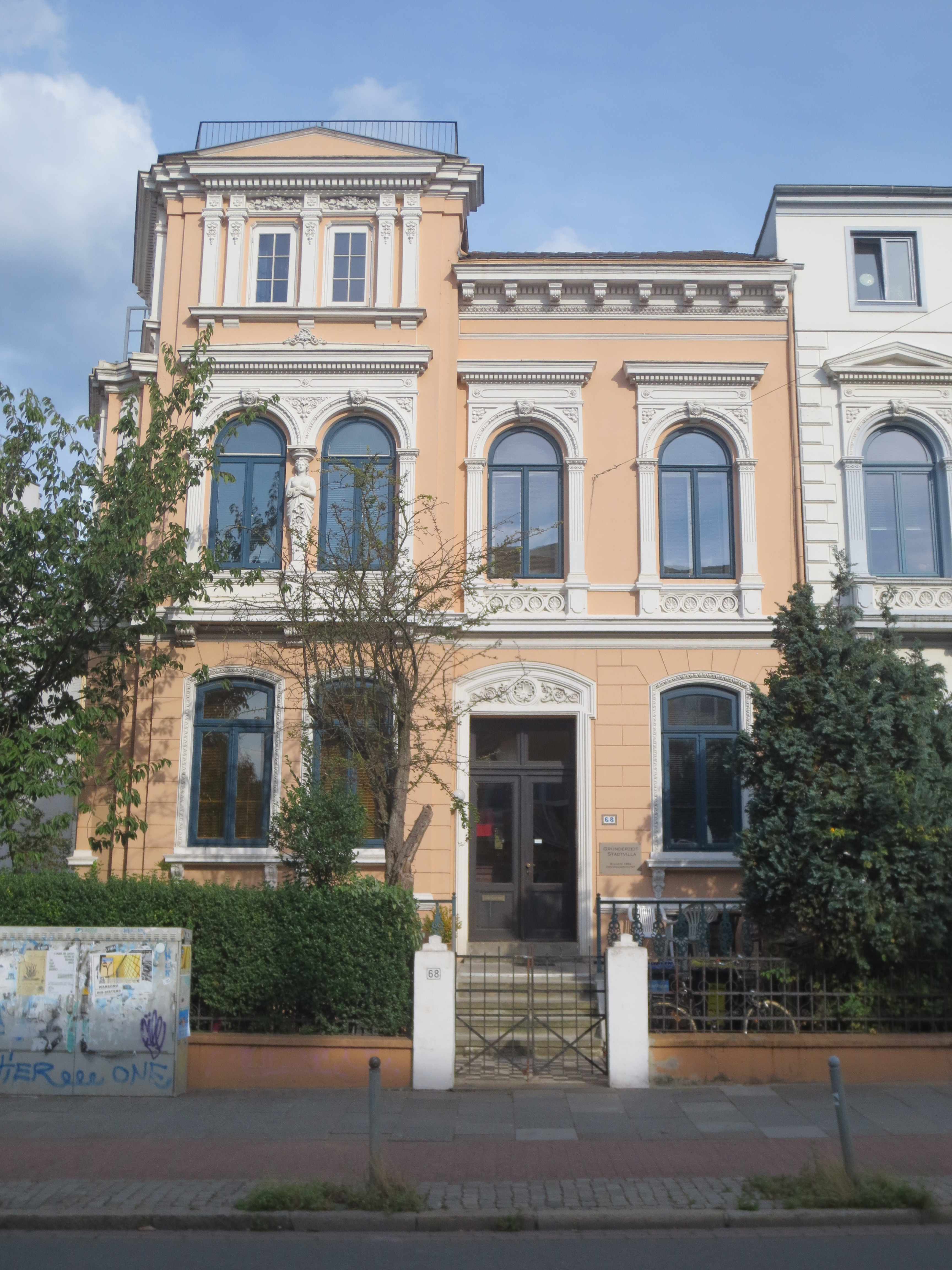
Sielwall 68

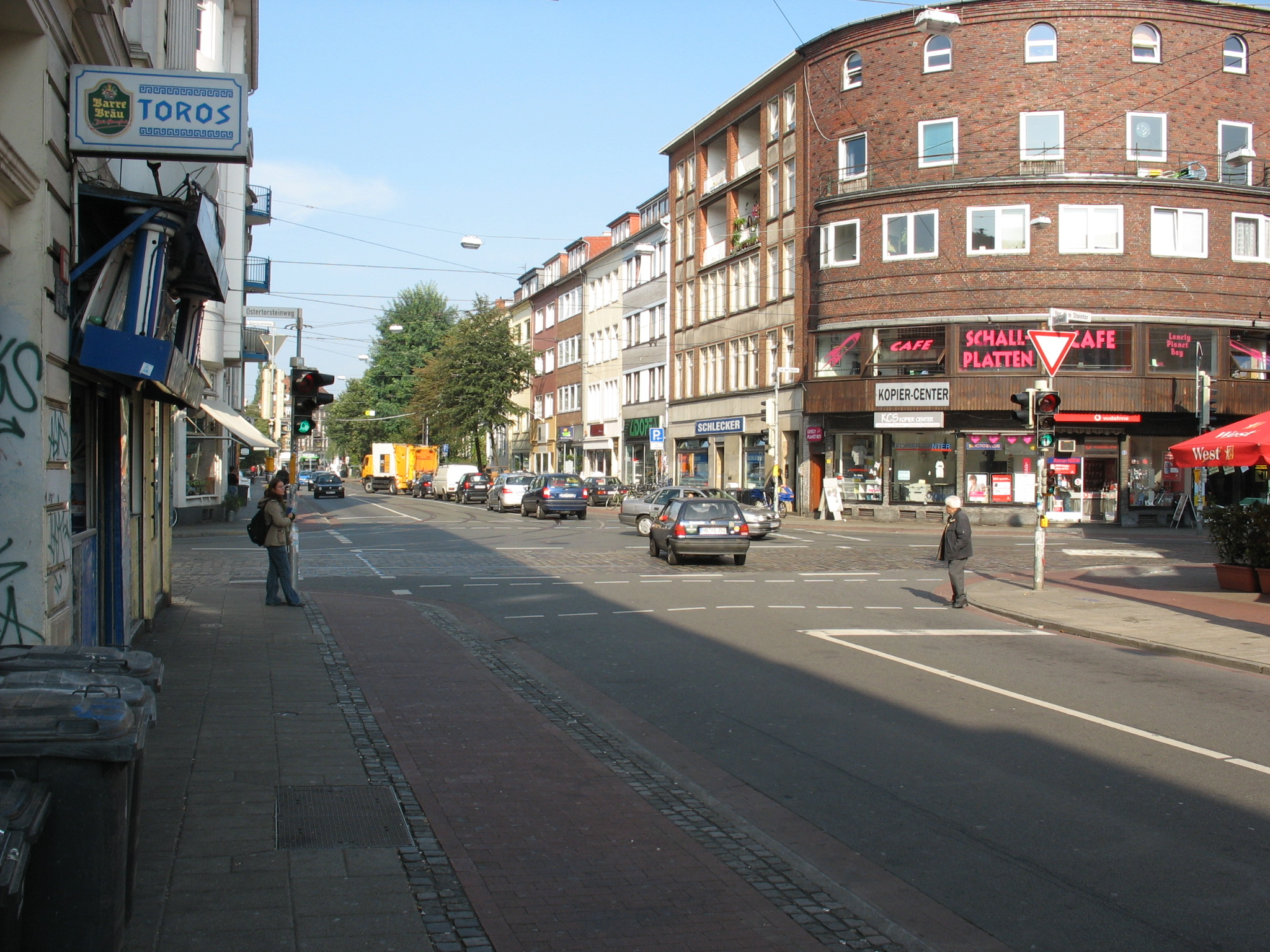
Sielwallkreuzung vom Sielwall aus gesehen

Die Straße Sielwall ist eine historische Straße in Bremen an der Grenze der Stadtteile Bremen-Mitte, Ortsteil Ostertor und Östliche Vorstadt, Ortsteil Steintor. Sie führt in Nord-Süd-Richtung vom Am Dobben zum Osterdeich an der Weser.
Die Querstraßen wurden als Ostertorsteinweg benannt, da sie zum früheren Ostertor (1238–1802/04) in der Bremer Stadtmauer führt, Vor dem Steintor nach dem historischen Steinthorn, bestehend aus einer Zugbrücke über den Dobben neben einem Wachturm, Bernhardstraße und Luisenstraße von 1854 nach den Vornamen, Körnerwall nach dem Dichter Theodor Körner, Im Krummen Arm wegen der krummen Wegeführung, Blücherstraße nach dem Generalfeldmarschall Gebhard Leberecht von Blücher, Auwigstraße von 1852 nach dem Bauunternehmer Lüder Auwig, Prangenstraße, Kreuzstraße, Borchwersweg nach dem Bauunternehmer Borchers; ansonsten siehe beim Link zu den Straßen.

## Geschichte

### Name
Die Straße erhielt 1861 den Namen nach dem dortigen Wesersiel am Übergang vom Punkendeich zum Eisenradsdeich.

### Entwicklung
Der Ortsteil entwickelte sich erst nach 1849, als die Bremer Torsperre aufgehoben wurde und die Vorstadtbürger das gleiche Bürgerrecht wie die Altstadtbürger erhielten. Es änderte sich die Sozialstruktur bis 1880 erheblich. Wohlhabende Kaufleute und höhere Beamte wohnten nun hier in Bremer Häusern anstelle einfacher Schichten in einfachen Häusern. Der benachbarte Ortsteil Steintor entwickelte sich danach schnell bis um 1890.

Beide Ortsteile werden in Bremen umgangssprachlich als Das Viertel bezeichnet.
Ein Tor an der Mündung Sielwall/Osterdeich wurde 1890 nach Plänen von Eduard Gildemeister errichtet als Straßenschmuck zum Besuch Kaiser Wilhelm II. am 21. April. Um 1900 wurde die Badeanstalt an der Werderstraße am linken Weserufer zum Osterdeich beim Sielwall verlegt.
Die Sielwallkreuzung war in den 1980er und 1990er Jahren Brennpunkt der bremischen Drogenszene.

An der Kreuzung kam es in diesen Jahren zu Silvesterkrawallen unter Einsatz größerer Polizeiaufgebote.

In der Nahe der Sielwallkreuzung befinden sich das Jazzlokal Lila Eule und das Programmkino Cinema im Ostertor.

### Verkehr
Die Straßenbahn Bremen tangiert den Sielwall mit den Linien 2 (Gröpelingen – Am Brill -- Domsheide – Sebaldsbrück), 3 (Gröpelingen – Überseestadt – Am Brill --Domsheide – Weserwehr) und 10 (Gröpelingen – Walle – Hauptbahnhof – Sebaldsbrück).
Die Sielwallfähre Hal över fährt über die Weser zum Café Sand. Sie hat ihren Anleger am Osterdeich.
Seit Juni 2021 ist die Sielwallkreuzung in den Wochenendnächten für den allgemeinen Kfz-Verkehr gesperrt, um Unnützes Hin- und Herfahren und Lärm zu reduzieren.

## Gebäude und Anlagen
An der Straße befinden sich überwiegend zwei- bis viergeschossige Gebäude.
Bremer Baudenkmale
- Nr. 1 / Ostertorsteinweg 106/107: 3-gesch. Wohn- und Geschäftshaus von um 1890 im Stil der Neorenaissance mit Eckrustizierungen und kräftigen Traufgesimse.[2]
- Nr. 55 / Kreuzstraße: 3-gesch. Wohn- und Geschäftshaus von um 1895.[3]
- Nr. 68 / Prangenstraße: 3-gesch. historisierendes Wohnhaus von um 1875 (Bremer Haus).[4]
- Sielwall / Körnerwall 17: 2-gesch. Wohnhaus von 1859 nach Plänen von Johann Bummerstedt.[5]

Erwähnenswerte Gebäude
- Nr. 2 / Ecke Vor dem Steintor: 3-gesch. Wohn- und Geschäftshaus mit Restaurant.
- Nr. 4: 3-gesch. Geschäfts- und Bürohaus, früher Filiale der Depositenkasse der Norddeutschen Kreditbank.
- Nr. 5: 3-gesch. historisierendes Gebäude mit einem Restaurant.
- Nr. 6: 2-gesch. Wohnhaus (Bremer Haus) mit Mittelrisalit mit Treppengiebel und ausgeprägtem Gesims.
- Nr. 7: 3-gesch. Geschäfts- und Wohnhaus mit verspieltem Fassadenornamenten.
- Nr. 16 und 18: Zwei 2-gesch. Bremer Häuser mit klassizistischen Fassaden.
- Nr. 38: 3-gesch. Wohnhaus, Jugendinitiative Sielwallhaus
- Nr. 51/53: 3-gesch. historisierendes Geschäfts- und Wohnhaus aus der Zeit um 1865 als Doppelhaus nach Plänen von Ernst Klingenberg.
- Nr. 55: 3-gesch. historisierendes Geschäfts- und Wohnhaus mit einem Bistro.
- Nr. 73: 3-gesch. Wohnhaus mit Kneipe.
- Nr. 82 und 84: Zwei 2-gesch. Wohnhäuser (Bremer Häuser) mit klassizistischen Fassaden.
- Nr. 86–90 / Brokstraße / Osterdeich: 2- und 3-gesch. Schulgebäude einer Grundschule von 1953 nach Plänen von Bernhard Wessel, später Aufstockung und Ergänzungsbauten, seit um 1989 Teil der Gesamtschule Mitte (GSM).
- Einmündung zum Osterdeich (Nr. 53): 4-gesch. achteckiges Turmhotel Weserblick mit Gaststätte Werdertreff.

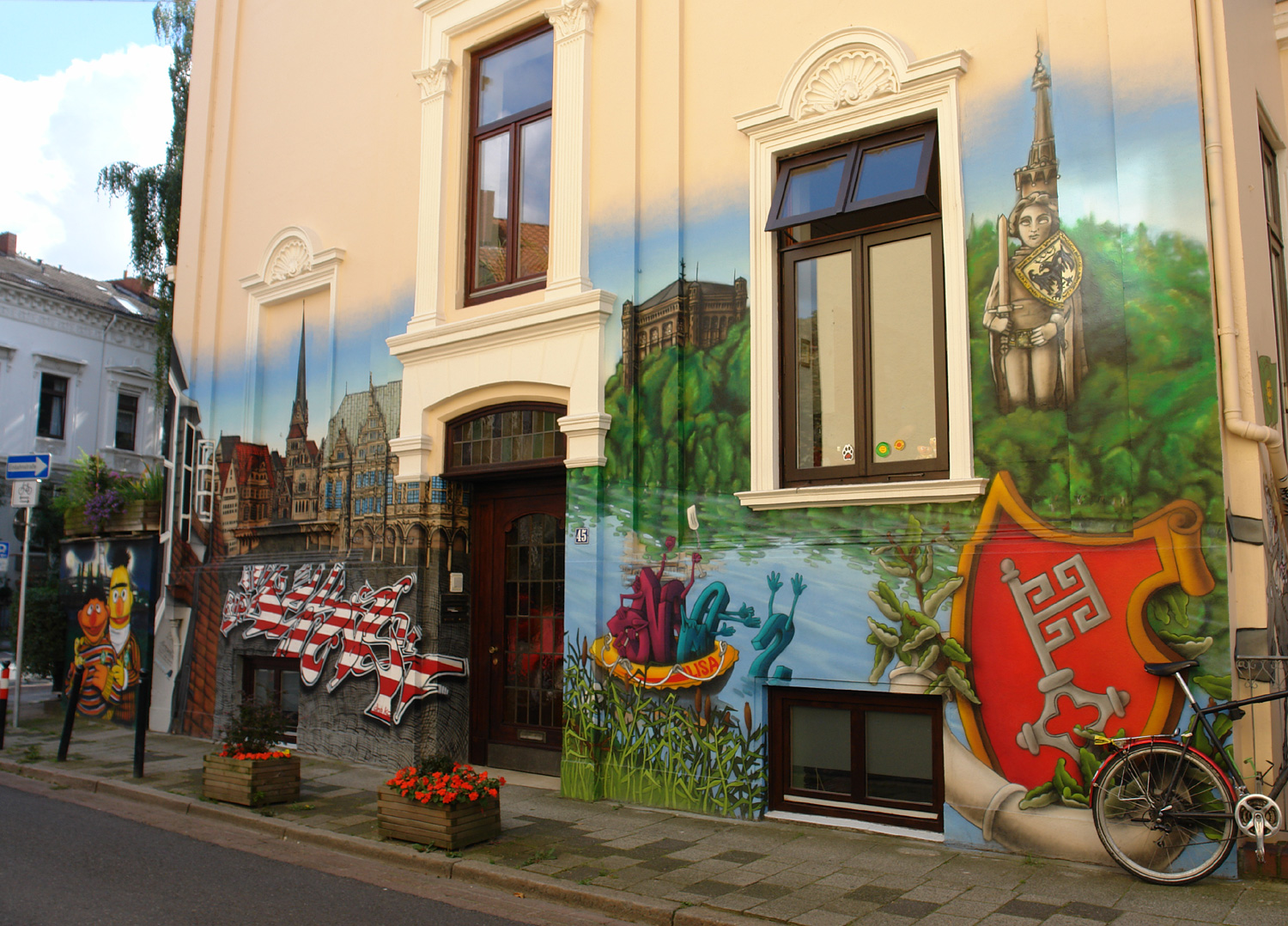
Wandbild Blücherstraße Ecke Sielwall

### Kunstobjekte, Gedenktafeln
- Körner-Denkmal aus Bronze von 1865 zum Gedenken an Theodor Körner: Körnerwall / Sielwall.
- Wandbild Blücherstraße Ecke Sielwall von 2010
- Stolpersteine für die Opfer des Nationalsozialismus gemäß der Liste der Stolpersteine in Bremen:
  - Nr. 10: für Elias Schragenheim (1876–1941) und Therese Schragenheim (1883–1941), ermordet 1941 im Ghetto Minsk.